# Johannes Gropengeter
Johannes Gropengeter OSA († nach dem 25. Januar 1508) war ein deutscher Geistlicher und Augustiner.
Am 9. Januar 1499 wurde er von Papst Alexander VI. zum Weihbischof in Minden und Titularbischof von Pana (Banados) ernannt. Am 13. Januar 1499 erfolgte in Santa Maria dell’Anima die Bischofsweihe. Am 25. Januar 1508 trat er als Weihbischof zurück.